# Акамбаро фигурице
Акамбаро фигурице (енгл. Acámbaro figures) је назив за скуп глинени фигурица које су пронађене у Ика провинцији у близини града Акамбаро у Мексику. Ови артефакти су препознати као модерне кривотворине и докази који указују на непостојеће ствари.